# الجالب
ال-جالب یک منطقهٔ مسکونی در یمن است که در استان صنعا واقع شده‌است.